# Woody’s Winners
Woody's Winners ist ein Jazz-Album von Woody Herman aus dem Jahr 1965. Es enthält Konzertmitschnitte vom 28., 29. und 30. Juni 1965 aus dem Jazzclub Basin Street West in San Francisco und wurde von Columbia Records 1965 veröffentlicht.

## Das Album
Die Swinging Herd von Bandleader Woody Herman hatte schon einige Jahre zusammen gespielt, als diese Live-Mitschnitte Ende Juni 1965 in San Francisco entstanden; in diesem Sommer fand auch ein Auftritt auf dem Jazzfestival Antibes in Juan-les-Pins (Jazz à Juan) statt. Hermans Big Band gehörten damals namhafte Solisten wie die Trompeter Dusko Goykovich, Bill Chase und Don Rader sowie die Tenorsaxophonisten Sal Nistico, Andy McGhee und Gary Klein an.
Das erste Stück „23 Red“ ist eine Komposition des Trompeters Bill Chase; der Titel bezieht sich auf eine Roulette-Kombination, die Chase benutzt hatte, als die Woody Herman-Band in Reno, Tahoe und Las Vegas aufgetreten war. Die „23“ war auch die Kurzbezeichnung in der Band für den Titel „Four Brothers“; ähnlich hatte „Caldonia“ die Nummer 24 und „Early Autumn“ die 21. Der Titel stellt besonders die trumpet section aus Chase, Goykovich und Rader solistisch in den Vordergrund. Rader arrangierte die hier gespielte Version des Rodgers/Hart-Standards „My Funny Valentine“; Bandleader Herman spielte das erste Solo auf der Klarinette. Nach Raders Solo folgte Gary Klein mit einem Saxophonsolo im Stil von Al Cohn. Es folgt von Nat Pierce arrangiertes remake des Titels „Northwest Passage“ aus der Feder von Herman, Chubby Jackson und Ralph Burns; der Titel war ein Erfolgsnummer der First Herd, der erstmals 1945 aufgenommen wurde.
Das kurze, von Don Rader arrangierte „Poor Butterfly“ ist ein Feature für den Bandleader mit lyrischen Soli auf der Klarinette und dem Altsaxophon. Zum „Greasy Sack Blues“ schrieb Herman in den liner notes: es sei eine Reminiszenz an seine und Basies Zeiten im Roseland-Club; „er hinterließ sicherlich bei beiden von uns seine Spuren“. „Woody' Whistle“ ist ein Original-Blues von Dusko Goykovich, der auch der erste Solist ist, gefolgt von Pianist Pierce und Sal Nistico. Von Goykovich stammt auch das Arrangement von „Red Roses for a Blue Lady“, in dem die reed section der Band zur Geltung kommt.
Der Konzertmitschnitt schließt mit Horace Silvers „Opus de Funk“, den Nat Pierce arrangierte und den die Band bereits seit 1955 im Programm hatte. Nat Pierce´ Spiel ist eine Referenz auf die Pianistin Mary Lou Williams. Es war das letzte Stück, das die Herman-Band in der letzten Nacht im Basin´ Street West spielte, daran an schloss sich die Zugabe „Blue Flame“ von Woody Herman.

## Bewertung des Albums
Richard Cook und Brian Morton zählten „Woody's Winners“ zu den großartigsten Bigband-Aufnahmen, die je eingespielt worden waren, und verliehen dem Album im Penguin Guide to Jazz neben der Höchstbewertung die selten verliehene Krone. Sie bezeichneten Hermans Band mit Goykovich, Chase, Rader und Nat Pierce als seine enthusiastischste und fähigste Herd-Besetzung der 1960er Jahre.
Die Autoren heben besonders das eröffnende „23 Red“ von Chase sowie die up tempo-Interpretation von „My Funny Valentine“ und Sal Nisticos solistische Glanzleistungen in „Northwest Passage“ hervor. Woody Herman selbst überzeuge in „Poor Butterfly“, außerdem die Verarbeitung von Horace Silvers „Opus De Funk“. Scott Yanow im All Music Guide hält das Album für das „definitive“ Werk unter den vielen unterhaltsamen Platten des Bandleaders und seiner Swinging Herd aus dieser Zeit; Martin Kunzler zählt Woody's Winners in seinem Jazzlexikon zu den beeindruckenden Alben des Bandleaders. Brian Priestley hebt in seiner Kritik im Rough Guide: Jazz das Album aus der umfangreichen Diskographie Hermans hervor und erwähnt besonders „Opus De Funk“ mit Solist Nat Pierce, dem „exzellenten neuen Material“ wie „23 Red“ und den „Greasy Sack Blues“ sowie das beachtliche remake von „Northwest Passage“ von der ersten herd.

## Die Titel des Original-Albums

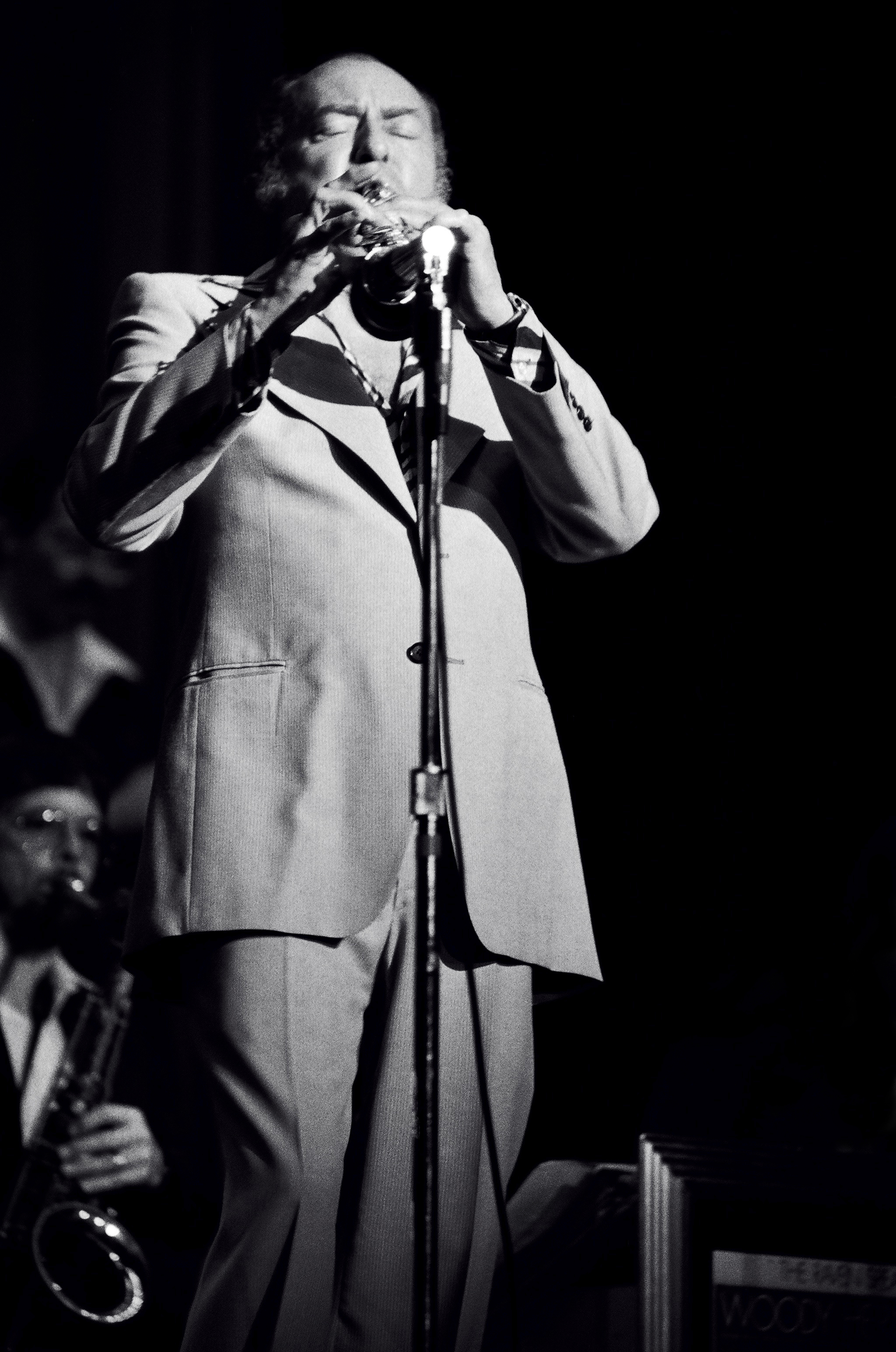
Woody Herman 1976

- Woody Herman: Woody's Winners (Columbia Records CS 9236)

1. „23 Red“ (Bill Chase) 3:23
2. „My Funny Valentine“ (Richard Rodgers/ Lorenz Hart) 4:07
3. „Northwest Passage“ (W. Herman, Chubby Jackson, Ralph Burns) 5:09
4. „Poor Butterfly“(J.L.Golden/R. Hubbell) 3:05
5. „Greasy Sack Blues“ (D. Rader) 5:37
6. „Woody' Whistle“ (Dusko Goykovich) 7:29
7. „Red Roses for a Blue Lady“ (S. Tepper/R. Bennett) 3:35
8. „Opus de Funk“ (J. Noble/J. Bishop/L. Corday/H. Silver) and „The Theme (Blue Flame)“ (W. Herman/Joe Bishop) 10:44

- Die Neuausgabe in CD-Form von Mosaic Records enthält weitere Konzertmitschnitte aus dem Basin Street West im Juni 1965:

1. „Watermelon Man“ (Herbie Hancock) 6:42 Solos: Andy McGhee, Bobby Shew, Henry Southall, Woody Herman (Klarinette)
2. „I Remember Clifford“ (Benny Golson) 5:38 Solo: Dusko Goykovich
3. „The Preacher“ (Horace Silver) 4:40 Solos: Gary Klein, Sal Nistico, Henry Southall, Woody Herman (Klarinette)
4. „Waltz For A Hung Up Ballet Mistress“ (Bill Holman) 2:39 Solo: Woody Herman (Sopransaxophon)
5. „I Can’t Get Started“ (V. Duke-I. Gershwin) 3:47 Solo: Bill Chase
6. „Hallelujah“ (Peterson-Hamilton-Dodds) 3:12 Solos: Sal Nistico, Andy McGhee
7. „Jazz Hoot“ (Bill Holman) 5:02 Solos: Bill Chase oder Bobby Shew, Henry Southall, Sal Nistico, Woody Herman (Klarinette)
8. „Satin Doll“ (Ellington-Strayhorn-Mercer) 2:56 Solo: Tony Leonardi